# Erling Pedersen
Erling Pedersen född 15 januari 1947 i Romsdalen, är en norsk författare och dramatiker.
Pedersen är utbildad lärare och har arbetat som det fram till 1980, då han blev författare på heltid. Han debuterade som författare 1972, med novellsamlingen Rottenes konge. Hans första dramatiska verk var Vesla, uppförd som teveteater 1981. Han är översatt till flera språk. Pedersen flyttade till Hedrum (nu en del av  Larvik kommun) 1973.
Pedersens genombrott hos kritiker och allmänhet kom med Skredecykeln – Din plass på jorda (1981), Solregn over Skrede (1991), Smaken av jern (1998) och Brødre (2001). Sagan om Skrede är en historisk romanserie och släktkrönika.